# ナショナルエレック料理教室
『ナショナルエレック料理教室 -エレック・料理のつどい-』（ナショナルエレックりょうりきょうしつ エレック・りょうりのつどい）は、1968年1月6日から1976年10月9日までフジテレビ系列局で土曜日の朝（放送局によっては日曜日か月曜日の朝）に放送されていた関西テレビ製作の料理番組である。松下電器産業（現・パナソニック）の一社提供。
内容は、松下電器（ナショナル）の電子レンジ「エレックさん」を使って簡単な料理をするというものだった。なお、後番組は『ナショナル料理教室　奥さま!献立作戦』で女優、或いは俳優の妻一人をゲストとして招き、「エレックさん」だけでなく、冷蔵庫を始めとするナショナルの調理家電を使って得意料理を披露するというものに変更された。また、本番組も引き続いて松下電器一社提供で、泉大助のみ続投となった。

## 出演者
- 泉大助
- 桑原征平（当時関西テレビアナウンサー）
- 木原美知子
- 辻調理師専門学校のシェフほか

## 放送局
- 関西テレビ
- フジテレビ
- 北海道文化放送
- 仙台放送
- 秋田テレビ
- 山形テレビ（現・テレビ朝日系列）
- 新潟総合テレビ
- 山梨放送（系列外局であるが同時ネット[2]）
- 長野放送（土曜 10:30 - 10:45[3]）
- テレビ静岡
- 富山テレビ
- 石川テレビ
- 福井テレビ
- 東海テレビ
- テレビしまね → 山陰中央テレビ
- 西日本放送（系列外局であるが同時ネット）
- テレビ岡山
- 広島テレビ（現・日本テレビ系列） → テレビ新広島
- テレビ山口（現・TBS系列）
- 愛媛放送
- テレビ西日本
- テレビ長崎
- テレビ熊本
- テレビ宮崎
- 鹿児島テレビ
- 沖縄テレビ

### 補足
福島テレビとテレビ大分は当時既にFNSに加盟していたが、番組は未放送だった。